# Peter Heywood
Peter Heywood (Douglas, Isla de Man, 6 de junio de 1772 - Londres, Inglaterra, 10 de febrero de 1831) fue un oficial naval británico que viajó a bordo del HMS Bounty durante el motín del 28 de abril de 1789. Más tarde fue capturado, juzgado y condenado a muerte como amotinado, pero indultado posteriormente. Continuó su carrera naval y, finalmente, se retiró con el grado de post-capitán, después de 29 años de servicio honorable.

## El Motín
El navío Bounty salió de Inglaterra en 1787 en una misión para recolectar y transportar árbol del pan desde el Pacífico, y llegó a Tahití a finales de 1788. Las relaciones entre William Bligh y algunos de sus subordinados, en particular, Fletcher Christian, se volvieron tensas, y se agravaron durante los cinco meses que permaneció la Bounty en Tahití. Poco después de que el buque iniciase su viaje de vuelta, sus tripulantes descontentos se apoderaron de Bligh y tomaron el control de la embarcación. 
Bligh y 19 leales fueron abandonados a la deriva en un bote abierto, Heywood fue uno de los que se quedaron con la Bounty. Más tarde, él y otros 15 abandonaron el barco y se instalaron en Tahití, mientras la Bounty zarpó, poniendo fin a su viaje en la isla de Pitcairn. Bligh, después de un épico viaje de barco por mar abierto, logró llegar a Inglaterra, donde Heywood fue implicado como uno de los principales instigadores del motín. En 1791, Heywood y sus compañeros fueron capturados en Tahití por el buque de búsqueda HMS Pandora. El viaje posterior fue prolongado y azaroso; el Pandora naufragó en la Gran Barrera de Coral, cuatro compañeros de la prisión que viajaban con Heywood se ahogaron, y él tuvo la suerte de sobrevivir. 

## Su vida en Inglaterra
Heywood fue sentenciado a la horca. Sin embargo, en su caso el tribunal recomendó misericordia, y fue perdonado por el rey Jorge III. En un rápido cambio de la fortuna se vio favorecido por los altos directivos, y después de la reanudación de su carrera recibió una serie de promociones que le dio su primera orden a la edad de 27 años y se convirtió en capitán a los 31.
Permanecería en la marina de guerra hasta 1816, antes de la construcción de una carrera respetable como hidrógrafo, y luego disfrutó de una pacífica jubilación. El alcance de la verdadera culpa de Heywood en el motín se ha visto empañada por las declaraciones contradictorias y falso testimonio. Durante sus conexiones familiares de prueba le beneficiaron los esfuerzos fructíferos de su familia cristiana cuyo carácter degradaron a Bligh al presentar el motín como una reacción comprensible ante una tiranía insoportable. Los informes contemporáneos de prensa, y los comentaristas más recientes, han contrastado el perdón de Heywood con el destino de sus compañeros de prisión que fueron colgados, todos los marineros condenados no tenían su riqueza o la influencia familiar de Heywood.